# Hettstadt
Hettstadt ist eine Gemeinde im unterfränkischen Landkreis Würzburg sowie der Sitz der Verwaltungsgemeinschaft Hettstadt (mit den Gemeinden Hettstadt und Greußenheim).

## Geographie
Hettstadt liegt in der Region Würzburg auf einem Hochplateau am linken Mainufer, fast in gleicher Höhe mit der Festung Marienberg. Nachbarorte sind Zell am Main, Waldbüttelbrunn, Roßbrunn, Greußenheim und Leinach. Die Gemeinde liegt am Rande der Zeller Mulde. Sie ist Teil der charakteristischen Sattel-Mulden-Struktur, die die geologische Formation des bayerischen Regierungsbezirks Unterfrankens bildet.

### Gemeindegliederung
Es gibt zwei Gemeindeteile (in Klammern ist der Siedlungstyp angegeben):
- Hettstadt (Pfarrdorf)
- Hettstadterhof (Weiler)

Es gibt nur die Gemarkung Hettstadt.

## Name

### Etymologie
Der Name Hettstadt besteht aus dem Personennamen Hado und dem althochdeutschen Wort stat. Hettstadt gehörte zum Herzogssitz der Hedenen (benannt nach den Herzögen namens Hedan bzw. Hetan).

### Frühere Schreibweisen
Frühere Schreibweisen des Ortes aus diversen historischen Karten und Urkunden:
| - 1158 Hedenstat - 1170 Hetenstat - 1176 Hettinstat - 1196 Hetinstat | - 1250 Hettenstat - 1358 Hettstat - 1386 Hettenstadt - 1495 Hettstadt |

## Geschichte

### Bis zur Gemeindegründung
Erstmals urkundlich erwähnt wurde der Ort in einem Verkaufsvertrag aus dem Jahre 1158, 1170 wurde er Pfarrsitz. Das Landgut Hettstadt erbte der Würzburger Domkapitular Wolfram von Leinach am 26. Januar 1282 von seinem Onkel Konrad von Thelheim. (Ein Landgut zu Hettstadt war im 7. Jahrhundert durch Bilhildis, die Witwe von Hetan I. dem Frauenkloster Altmünster bei Mainz gestiftet worden, was darauf hinweist, dass auch Hettstadt ein ursprünglich dem Herzog Hetan I. gehörendes Domänengut war). Als Teil des Hochstiftes Würzburg (Kloster Unterzell) wurde Hettstadt, das seit 1500 im Fränkischen Reichskreis lag, 1803 zugunsten Bayerns säkularisiert, dann im Frieden von Preßburg 1805 Erzherzog Ferdinand von Toskana zur Bildung des Großherzogtums Würzburg überlassen, mit welchem es 1814 endgültig an Bayern fiel. Im Jahr 1818 entstand die politische Gemeinde.

### 19. und 20. Jahrhundert

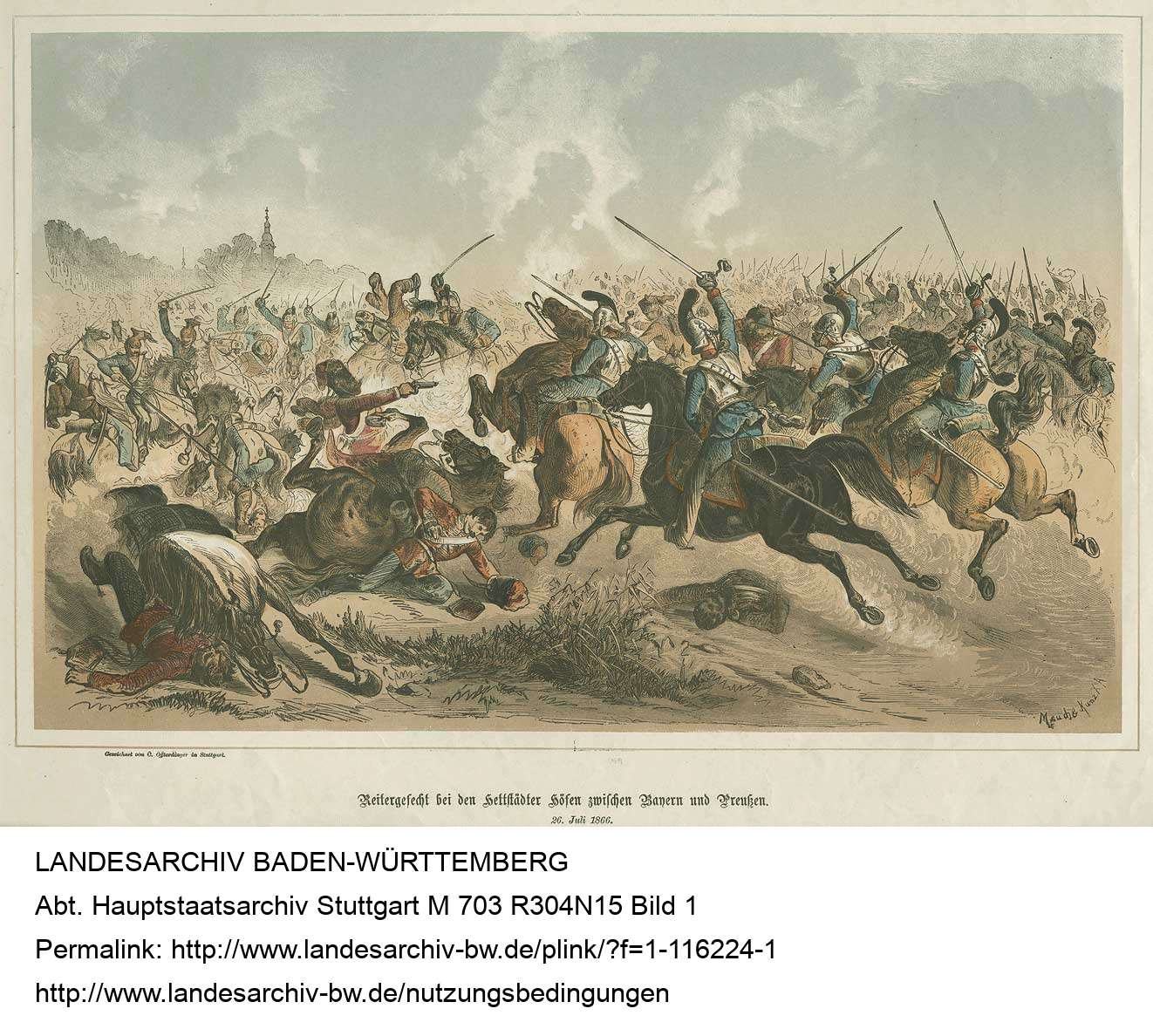
Reitergefecht am 26. Juli 1866 zwischen Bayern und Preußen bei den Hettstädter Höfen

Im Rahmen des Deutschen Krieges fand bei den Hettstädter Höfen am 26. Juli 1866 als Teil des Großgefechts von Roßbrunn die einzige Kavallerieattacke des Mainfeldzugs statt, bei dem es dem 6. Bamberger Chevaulegers-Regiment sowie dem 1. und 2. Regiment der bayerischen Kürassiere gelang, die preußische Kavallerie in die Flucht zu treiben (vgl. auch „Der deutsche Krieg 1866“ von Theodor Fontane). Durch Kämpfe zwischen amerikanischen und deutschen Streitkräften am 1. April 1945 wurde der Ort zu 80 % zerstört.
Eine von der neuen religiösen Bewegung Universelles Leben in Hettstadt geplante Zentrale („Siedlung Neues Jerusalem“) wurde von der Gemeinde Hettstadt verhindert, trotzdem entstanden über 20 Wohnhäuser im Baustil des UL.

### Einwohnerentwicklung
- 1950: 1422 Einwohner
- 1961: 1532 Einwohner[10]
- 1970: 1804 Einwohner
- 1987: 2235 Einwohner
- 1991: 2591 Einwohner
- 1995: 2848 Einwohner
- 2000: 3604 Einwohner
- 2005: 4050 Einwohner
- 2010: 3678 Einwohner
- 2015: 3642 Einwohner

Im Zeitraum 1988 bis 2018 stieg die Einwohnerzahl von 2325 auf 3550 um 1225 Einwohner bzw. um 52,7 %. 2002 hatte die Gemeinde 3851 Einwohner.
Quelle: BayLfStat

## Politik
- CSU: 8
- UBH: 7
- URDEMOKRATEN: 1

### Gemeinderat
Der Gemeinderat hat 17 Mitglieder einschließlich der Bürgermeisterin. Bei der Kommunalwahl vom 15. März 2020 haben von den 2969 stimmberechtigten Einwohnern in der Gemeinde Hettstadt 1987 von ihrem Wahlrecht Gebrauch gemacht, womit die Wahlbeteiligung bei 66,92 % lag.

### Erste Bürgermeisterin
Bei der Kommunalwahl vom 15. März 2020 wurde Andrea Rothenbucher (CSU/UBH) mit 88,17 % der Stimmen wiedergewählt. Sie ist seit 1. Mai 2014 im Amt.

### Wappen
| Wappen von Hettstadt | Blasonierung: „In Rot über drei aus dem Schildfuß aufwachsenden silbernen Spitzen der silbern nimbierte, sitzende und silbern gekleidete Papst Sixtus mit goldenem Pallium und spitzer Mitra, in der Rechten ein silbernes Schwert haltend; im linken Obereck eine Traube mit silbernen Blättern und goldenen Beeren.“ |
| Wappen von Hettstadt | Wappengeschichte: Der heilige Sixtus ist der Kirchenpatron von Hettstadt. Dieses seltene Patronat hängt wohl mit dem nahe gelegenen Kloster Holzkirchen zusammen, in dem Reliquien des Heiligen aufbewahrt werden. Der fränkische Rechen im Schildfuß weist auf die einstige Landesherrschaft des Hochstifts Würzburg hin. Die Traube stellt den bedeutenden Weinbau im Gemeindegebiet dar. Dieses Wappen wird seit 1957 geführt. |

### Gemeindepartnerschaften
Seit dem 21. Juni 1987 existiert eine Partnerschaft mit der Gemeinde Argences aus Frankreich.

### Allianz Waldsassengau
Seit dem 20. November 2014 ist Hettstadt mit zwölf weiteren Gemeinden in der Allianz Waldsassengau organisiert. Der Verein dient der interkommunalen Zusammenarbeit.

## Wirtschaft und Infrastruktur

### Wirtschaft einschließlich Land- und Forstwirtschaft
Es gab 1998 nach der amtlichen Statistik im produzierenden Gewerbe 47 und im Bereich Handel und Verkehr 118 sozialversicherungspflichtig Beschäftigte am Arbeitsort. Sozialversicherungspflichtig Beschäftigte am Wohnort gab es insgesamt 461. Im verarbeitenden Gewerbe gab es einen Betrieb, im Bauhauptgewerbe drei Betriebe. Zudem bestanden im Jahr 1999 insgesamt 68 landwirtschaftliche Betriebe mit einer landwirtschaftlich genutzten Fläche von 723 Hektar, davon waren 389 Ackerfläche und 258 Dauergrünfläche.

### Verkehr
Die Buslinie 480 des Verkehrsverbunds Nahverkehr Mainfranken verbindet den Ort in etwa 20 Minuten mit der Innenstadt von Würzburg. Einen Kilometer östlich des Ortes besteht der Sonderlandeplatz Flugplatz Hettstadt für Luftfahrzeuge bis 2000 kg Höchstabfluggewicht.

### Bildung
Es gibt folgende Einrichtungen (Stand: 2018):
- 2 Kindertagesstätten mit 171 Plätzen und 148 Kindern
- Hans-Haffner-Sternwarte – Sternwarte des Friedrich-Koenig-Gymnasiums, Würzburg und des Astronomischen Instituts der Universität Würzburg

## Söhne und Töchter der Gemeinde
- Waldemar Zorn (1938–2008), Politiker, Landrat des Landkreises Würzburg
- Martin Heilig (* 1975), Politiker, Oberbürgermeister von Würzburg